# LT메탈
LT메탈 주식회사(영어: LT Metal LTD.)는 희성그룹 계열의 전기 전자 부품 제조, 귀금속 소재 제조 기업이다.

## 연혁
- 1974년 5월 1일 '희성금속공업주식회사' 설립
- 1974년 8월 일본 다나카 귀금속 공업(주) 합작 투자 인가
- 1975년 6월 인천 주안공장 준공
- 1975년 10월 일본 다나카 귀금속 공업(주)로부터 기술 도입 인가
- 1976년 7월 일본 EEJA(주)와 기술 제휴 (귀금속 도금 재료)
- 1984년 7월 인천 주안공장 증축
- 1986년 11월 일본 알미트(주)와 기술 제휴
- 1992년 7월 LG그룹 계열 분리
- 1993년 2월 희성금속 연구소 설립
- 1996년 8월 희성금속 주식회사로 상호 변경
- 2000년 9월 인천 가좌공장 준공
- 2002년 2월 홍콩법인 설립
- 2002년 4월 중국 심천공장 설립
- 2004년 1월 중국법인 설립
- 2004년 4월 중국 천진공장 설립
- 2006년 6월 가좌공장 신축
- 2009년 11월 도화공장 신축
- 2010년 2월 주안 및 남동공장 증축
- 2019년 1월 LT메탈 주식회사로 상호 변경.

## 제품
- 본딩와이어
- 타겟
- 브레이징재
- 도전재
- 백금족
- 귀금속
- 실리콘
- 접점
- 마그네트론